# Otis Hudson
(en) Statistiques sur pro-football-reference
Otis Hudson (né le 19 juillet 1986 à Barrington) est un joueur américain de football américain. Il joue actuellement avec les Chiefs de Kansas City.

## Carrière

### Université
Hudson va à l'université de l'Illinois de l'Est et à la fin de la saison 2009, s'inscrit sur la liste des joueurs candidats pour le draft de la NFL.

### Professionnel
Otis Hudson est sélectionné au cinquième tour du draft de la NFL de 2010 par les Bengals de Cincinnati. Le 7 juillet 2010, Hudson accepte les termes du contrat et s'engage officiellement avec les Bengals. Le 4 septembre, il est libéré juste avant le début de la saison mais intègre l'équipe d'entrainement de Cincinnati le lendemain. Il ne joue aucun match lors de la saison 2010.